# سعادة (سعادة)
سعادة هي إحدى مشيخات المملكة المغربية، تتبع جغرافيا لعمالة مراكش وإداريًا لسعادة. يقدر عدد سكانها بـ 19537 نسمة حسب الإحصاء الرسمي للسكان والسكنى لسنة 2004.